# Катастрофа Learjet 35 под Абердином
Катастрофа Learjet 35 под Абердином — авиационная катастрофа, произошедшая в понедельник 25 октября 1999 года. Частный самолёт Learjet 35A авиакомпании SunJet Aviation выполнял рейс по маршруту Орландо—Даллас, но через 8 минут после взлёта перестал выходить на связь. С самолётом пытались выйти на связь пилоты пяти поочерёдно сопровождавших его истребителей F-16 с трёх авиабаз ВВС США, но они не смогли никого увидеть ни в кабине пилотов, ни в пассажирском салоне. Через 2 часа и 54 минуты после взлёта, выработав всё авиатопливо, Learjet 35A рухнул в поле в 20 километрах от Абердина. Погибли все находившиеся на его борту 6 человек — 4 пассажира и оба пилота; среди пассажиров находился известный гольфист Пэйн Стюарт.

## Самолёт
Learjet 35A (регистрационный номер N47BA, серийный 35-060) был выпущен в марте 1976 года. Оснащён двумя турбовентиляторными двигателями Garrett TFE731-2-2B. Эксплуатировался компаниями:
- MESA Petroleum Company (с 8 апреля 1976 года по январь 1985 года; в ней сменил два б/н — N64MP и N64MR),
- Brunswick Hospital Center (с января по март 1985 года; борт N64MR),
- Breed Equipment Corporation (с марта 1985 года по январь 1990 года),
- Northwestern Aircraft Capital Corporation (с января 1990 года по июль 1995 года),
- Chastain Park Holdings, Inc. (с июля 1995 года по январь 1997 года),
- Krystal Air, LLC. (с января 1997 года по 2 апреля 1998 года),
- Aircraft Sales, Ltd (со 2 апреля по 7 декабря 1998 года),
- McMillin Aircraft, Inc. (с 7 декабря 1998 года по 14 сентября 1999 года; во всех летал под постоянным б/н N47BA).

14 сентября 1999 года был куплен частной авиакомпанией SunJet Aviation. На день катастрофы налетал 10 506 часов.

## Экипаж и пассажиры
Экипаж борта N47BA состоял из двух пилотов:
- Командир воздушного судна (КВС) — 42-летний Майкл Клинг (англ. Michael Kling). Опытный пилот, имел сертификат пилота транспортной авиакомпании. Управлял самолётами Boeing 707, Boeing 720 и Boeing 737. С 1981 по 1993 годы проходил службу в ВВС США, где управлял самолётами Boeing KC-135 и Boeing E-3; также был пилотом-инструктором на Boeing KC-135E в Национальной гвардии ВВС штата Мэн. В авиакомпанию SunJet Aviation устроился 21 сентября 1999 года (проработал в ней 1 месяц). Налетал свыше 4280 часов, 60 из них на Learjet 35 (22 часа в качестве второго пилота и 38 — в качестве КВС)[5].
- Второй пилот — 27-летняя Стефани Беллегарриг (англ. Stephanie Bellegarrigue). Опытный пилот, имела сертификат коммерческого пилота. Управляла самолётом Cessna Citation 500. Была сертифицированным лётным инструктором. В авиакомпанию SunJet Aviation устроилась 24 февраля 1999 года (проработала в ней 8 месяцев). Налетала 1751 час, 350 из них на Learjet 35 (251 час в качестве второго пилота и 99 — в качестве КВС)[5].

На борту самолёта находились 4 пассажира:
- Пэйн Стюарт (англ. Payne Stewart), 42 года. Известный гольфист, за 4 месяца до гибели одержал победу в Открытом чемпионате США.
- Роберт Фрейли (англ. Robert Fraley), 46 лет. Представитель компании «Leader Enterprises, Inc.», агент Пэйна Стюарта.
- Ван Ардан (англ. Van Ardan), 45 лет. Президент компании «Leader Enterprises, Inc.».
- Брюс Борланд (англ. Bruce Borland), 40 лет. Архитектор-дизайнер полей для гольфа.

## Хронология событий

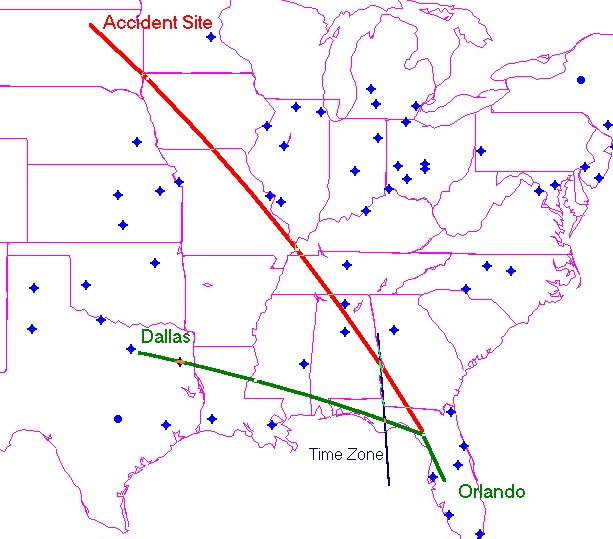
Схема полёта борта N47BA (зелёной линией показан плановый маршрут рейса, красной линией — маршрут после потери управления)

### Вылет, потеря связи
Борт N47BA вылетел из Орландо в 09:19 EDT, на его борту находились 2 пилота и 4 пассажира. В 09:27 авиадиспетчер УВД Джэксонвилла дал пилотам указание набрать эшелон FL390 (11 900 метров) и пилоты подтвердили набор высоты; это было последнее радиосообщение с борта N47BA (в этот момент самолёт находился на высоте 7000 метров).
Следующий сеанс связи авиадиспетчера с бортом N47BA состоялся в 09:33:20, когда самолёт занял эшелон 11 000 метров, но сообщение авиадиспетчера осталось без подтверждения пилотов. После авиадиспетчер безуспешно пытался связаться с самолётом ещё 5 раз в течение следующих 4 минут.

### Первый перехват истребителями
Примерно в 09:54 с авиабазы ВВС США Эглин в Вальпараисо на перехват борта N47BA вылетел истребитель F-16 под управлением полковника Кента Олсона (англ. Kent Olson). Когда F-16 находился примерно в 600 метрах от борта N47BA, летевшего на высоте 14 000 метров, Олсон пытался связаться с самолётом, но не получил ответа. Затем Олсон осмотрел самолёт и не обнаружил видимых повреждений самолёта при обоих работающих двигателях; при этом он не смог разглядеть пассажирский салон самолёта и отметил, что стёкла кабины пилотов были непрозрачными, как будто самолёт изнутри покрылся льдом. Олсон сопровождал борт N47BA примерно до 10:10 (в 10:12 его истребитель приземлился на авиабазе Скотт в Белвилле (Иллинойс)).

### Второй перехват
В 11:13 на перехват борта N47BA вылетели ещё два истребителя F-16 138-го авиаполка с авиабазы Национальной авиационной гвардии Оклахомы в Талсе. Один из пилотов истребителя сообщил, что не видел никакого движения в кабине экипажа, что стёкла кабины были темными и что он не может точно сказать, обледенели ли стёкла. Через несколько минут пилот доложил: Мы ничего не видим внутри, но это может быть просто тёмная кабина… он не реагирует, не двигается или что-то в этом роде, он уже должен нас видеть (англ. We're not seeing anything inside, could be just a dark cockpit though… he is not reacting, moving or anything like that he should be able to have seen us by now). В 11:39 оба истребителя временно прекратили сопровождение самолёта для дозаправки в воздухе.
Борт N47BA всё это время летел на высоте 14 900 метров.

### Третий перехват, сопровождение
Примерно в 11:50 на перехват борта N47BA с авиабазы Фарго в одноимённом городе вылетели ещё два истребителя F-16 119-го авиаполка Национальной авиационной гвардии Северной Дакоты. Около 12:00 один из пилотов сопровождения доложил: У нас есть два визуальных ориентира. Похоже, что стекло кабины пилотов покрыто льдом, и ни одна из поверхностей управления, включая элероны или планки, не смещена (англ. We've got two visuals on it. It's looking like the cockpit window is iced over and there's no displacement in any of the control surfaces as far as the ailerons or trims).
Впоследствии в СМИ ходили слухи, что истребители были готовы сбить борт N47BA, если ему грозила опасность рухнуть на населённую местность или на город, но представители Пентагона категорически отрицали такую возможность.

### Катастрофа

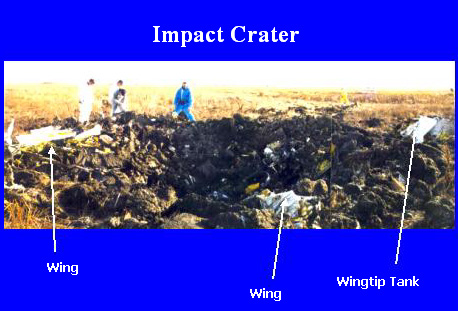
Место катастрофы борта N47BA

В 12:10:41 из-за полной выработки авиатоплива и отказа двигателя №2 (правого) самолёт начал правый разворот и затем в 12:11:01 перешёл в быстрое снижение по спирали. В 12:11:26 один из пилотов F-16 доложил: Цель снижается, и она совершает несколько бросков, похоже, что она неуправляемая… при резком снижении запросите экстренное снижение, чтобы следовать за целью (англ. The target is descending and he is doing multiple rolls, looks like he's out of control… in a severe descent, request an emergency descent to follow target), после этого другой пилот F-16 доложил: Он скоро ударится о землю; он движется по нисходящей спирали (англ. It's soon to impact the ground; he is in a descending spiral).
В 12:13 EDT борт N47BA рухнул на поле в 20 километрах от Абердина (Южная Дакота) через 2 часа и 54 минуты после взлёта. Самолёт рухнул на землю почти на сверхзвуковой скорости и под большим углом, а на месте его падения образовалась воронка размером 13 на 6 метров. Все 6 человек на его борту погибли.

## Расследование
Расследование причин катастрофы под Абердином проводил Национальный совет по безопасности на транспорте (NTSB).
Окончательный отчёт расследования был опубликован 28 ноября 2000 года.
Согласно отчёту, вероятной причиной катастрофы стала потеря сознания обоих пилотов из-за нехватки кислорода после разгерметизации в кабине экипажа; при этом причины разгерметизации остались неустановленными.
Также в отчёте NTSB было указано, что в течение нескольких месяцев до катастрофы на самолёте проводилось несколько работ по техническому обслуживанию, связанных с давлением в салоне; следователи NTSB не смогли определить, являлись ли они сопутствующим фактором катастрофы. Замены и ремонт были задокументированы, но не были указаны отчёты самих пилотов с указанными ими техническими неисправностями.
Также NTSB предложил внести изменения в аварийную сигнализацию при разгерметизации кабины экипажа — голосовой сигнал вместо звукового.

## Культурные аспекты
Катастрофа под Абердином показана в 16 сезоне канадского документального телесериала Расследования авиакатастроф в серии Мёртвая тишина.